# Diogo Salomão
Diogo Ferreira Salomão (Amadora, 14 de setembro de 1988) é um futebolista português que atua como extremo. Atualmente, joga no Estrela da Amadora.